# Планческая Щель
Планческая Щель — посёлок в Северском районе Краснодарского края.
Входит в состав Смоленского сельского поселения.

## География
Посёлок расположен в горах, между отрогов Главного Кавказского хребта на берегу реки Афипс. Ближайшие населённые пункты: посёлок Мирный (10 км к востоку) и станица Крепостная (9 км к северо-востоку). С Крепостной соединяется гравийной дорогой, которую иногда размывают паводки. Посёлок Планческая щель расположен в 60 км от г. Краснодара.

### Улицы
- ул. Заречная,
- ул. Лесная,
- ул. Мира,
- ул. Речная.

## История
В годы Великой Отечественной войны посёлок Планческая Щель был одним из центров партизанского движения — в окру́ге был создан партизанский отряд под командованием Петра Карповича Игнатова, отца братьев-героев, именем которых названа улица в Краснодаре.

## Достопримечательности
Посёлок Планческая Щель расположен в живописном месте, среди поросшего лесом низкогорья. В окрестностях есть два широко известных объекта — Планческие и Красные скалы. Первые иногда называют Золотыми камнями (из-за цвета горной породы), вторые же Наумовскими, в честь известного туриста В. П. Науменко. По приблизительной оценке возраст этих скал составляет 12-15 миллионов лет. Общая протяжённость Планческих скал около 300 м, а высота не превышает 22 м. Скалы протянулись с востока на запад, с небольшим отклонением к югу. С южной стороны обрыв, с севера склоны более покатые, покрыты негустым лесом. Благодаря близости к Краснодару и возможности подъезда на автотранспорте, Планческие скалы являются гораздо более посещаемыми, чем Красные. Имеется 12 трасс для скалолазания (уровни сложности подъёма — от 4 до 7 категории). Непосредственно в посёлке на берегу реки Афипс база отдыха «Планческая щель».
Недалеко от посёлка находится родник (святой источник).

## Население
| 2002 | 2010 |
| ---- | ---- |
| 229  | ↘101 |